# Melba J. T. Vasquez
Melba Jean Trinidad Vasquez (auch: Melba Vasquez; * 27. Februar 1951) ist eine US-amerikanische Psychologin.

## Leben und Wirken
Vasquez war an einer Mittelschule Lehrerin für Englisch und Politik, bevor die Psychologie studierte und 1978 an der University of Texas, Austin promoviert wurde.
Sie war dreizehn Jahre an Beratungsstellen für Psychologie an der Colorado State University in Boulder und der University of Texas in Austin unter anderem als Juniorprofessorin und Ausbildungsleiterin tätig.
Für 2011 wurde sie zur Präsidentin der American Psychological Association (APA) gewählt. Vasquez ist als selbständige Psychologin in Austin, Textas tätig.

## Schriften
Melba J. T. Vasquez verfasste über 100 wissenschaftliche Beiträge und ist Mitautorin folgender Werke:
- Kenneth S. Pope, Melba J.T. Vasquez: Ethics in Psychotherapy and Counselling : A Practical Guide for Psychologists. Jossey-Bass, San Francisco 1991, ISBN 1-55542-347-7. Zuletzt 4. Auflage, Wiley, Hoboken N.J. 2011, ISBN 978-0-470-63307-6.
- Kenneth S. Pope, Melba J.T. Vasquez: How to Survive and Thrive as a Therapist  : Information, Ideas, and Resources for Psychologists in Practice. American Psychological Association, Washington D.C. 2005, ISBN 1-59147-231-8.
- Linda Frye Campbell, Melba J.T. Vasquez, Stephen Behnke, Robert Kinscherff: APA Ethics Code Commentary and Case Illustrations. American Psychological Association, Washington D.C. 2010, ISBN 978-1-4338-0693-3.